# 구타
구타(영어: battery)는 불법적인 신체 접촉을 포함하는 형사 범죄로, 그러한 접촉에 대한 합리적인 두려움이나 우려를 조성하는 폭행(영어: assault, 협박) 행위와는 다르다.
구타는 특정 영미법상의 범죄이지만, 이 용어는 다른 사람과의 불법적인 공격적인 신체 접촉을 지칭하는 데 더 일반적으로 사용된다. 구타는 미국 보통법에 따라 "공격자가 다른 사람의 신체를 불법적이고/또는 원치 않게 만지거나, 공격자가 움직이는 물질로 만지는 것"으로 정의된다. 더 심각한 경우, 일부 관할권의 모든 유형에 대해 주로 법률 용어로 정의된다. 구타의 심각성 평가는 현지 법률에 따라 결정된다.

## 같이 보기
- 폭행죄
- 폭행과 구타(assault and battery)
- 협박
- 공갈
- 구타 (동음이의)
- E. 진 캐럴
- 성추행